# Иван Бешков
Иван Бешков Дунов е български кооперативен деятел и политик от Българския земеделски народен съюз (БЗНС). Той е министър на земеделието и държавните имоти в правителството на Добри Божилов (1943 – 1944). Екзкутиран е на 1 февруари 1945 г. след издадена смъртна присъда от действалия в противоречие с Търновската конституция Народен съд.

## Биография
Иван Бешков е роден на 9 септември (28 август стар стил) 1896 година в Долни Дъбник. Негов по-малък брат е художникът Илия Бешков.
През 1914 година завършва търговска гимназия в Свищов, а на следващата година заминава да учи финансови и стопански науки в Лайпциг. През 1916 година се връща в България, завършва Школата за запасни офицери и участва в Първата световна война като взводен командир в Единадесети пехотен сливенски полк. В края на същата година е ранен в битката при завоя на Черна.
През 1919 година, след края на войната, започва да учи право в Софийския университет „Свети Климент Охридски“, но година по-късно отново заминава за Лайпциг, където се дипломира през 1922 година. От 1923 година е член на БЗНС. След връщането си в България е учител по немски език в Долни Дъбник, (1922 – 1924) а след това е директор на местната кооперация (1924 – 1926). През 1926 година е сред основателите на кооперация „Българска захар“ и в продължение на 10 години е член на нейния Управителен съвет, а през 1934 – 1938 година участва в ръководството на Българска земеделска и кооперативна банка. През 1927 и 1931 година е избиран за народен представител.
След забраната на политическите партии през 1934 година Бешков продължава да бъде обществено активен, като в периода 1938 – 1943 година е главен директор на Общия съюз на българските земеделски кооперации. През 1940 година отново е избран за народен представител, като през 1943 година е сред 43-те депутати, подписали протестното писмо в защита на българските евреи. През 1943 – 1944 година Бешков е министър на земеделието и държавните имоти в кабинета на Добри Божилов.
След Деветосептемврийския преврат Иван Бешков е осъден на смърт от т.нар. Народен съд за участието си в правителството на Божилов. След падането на комунистическия режим присъдата е отменена с Решение № 172 на Върховния съд от 1996 година.
Иван Бешков е екзекутиран на 1 февруари 1945 година в София.